# Landkreis Ludwigslust-Parchim
Landkreis Ludwigslust-Parchim is een Landkreis in de Duitse deelstaat Mecklenburg-Voor-Pommeren. De Landkreis telt 211.844 inwoners (31 december 2020) op een oppervlakte van 4.752,44 km². Kreisstadt is Parchim.

## Geschiedenis
Ludwigslust-Parchim ontstond op 4 september 2011 door de samenvoeging van de toenmalige Landkreisen Parchim en Ludwigslust.

## Steden en gemeenten

Het Landkreis is bestuurlijk in de volgende steden en gemeenten onderverdeeld (Inwoners op 31-12-2020):
| Amtsvrije gemeenten 1. Boizenburg/Elbe, Stad * (10.722) 2. Hagenow, Stad * (12.245) 3. Lübtheen, Stad (4.643) 4. Ludwigslust, Stad * (11.959) 5. Parchim, Stad (17.622) |

Ämter met deelnemende gemeenten/steden
* = Bestuurscentrum van de Amtsverwaltung
| 1. Amt Boizenburg-Land (7.213) (* Bestuurszetel te Boizenburg/Elbe) |
| --- |
| 1. Bengerstorf (540) 2. Besitz (450) 3. Brahlstorf (715) 4. Dersenow (465) 5. Gresse (706) 6. Greven (721) 7. Neu Gülze (769) 8. Nostorf (672) 9. Schwanheide (737) 10. Teldau (1.029) 11. Tessin b. Boizenburg (409) |
| 2. Amt Crivitz (25.042) |
| 1. Banzkow * (2.795) 2. Barnin (469) 3. Bülow (336) 4. Cambs (621) 5. Crivitz, Stad * (4.780) 6. Demen (839) 7. Dobin am See (1.974) 8. Friedrichsruhe (882) 9. Gneven (376) 10. Langen Brütz (476) 11. Leezen * (2.207) 12. Pinnow (2.028) 13. Plate (3.324) 14. Raben Steinfeld (1.055) 15. Sukow (1.531) 16. Tramm (905) 17. Zapel (444)                                                    |
| 3. Amt Dömitz-Malliß (8.442) |
| 1. Dömitz, Stad * (2.990) 2. Grebs-Niendorf (536) 3. Karenz (225) 4. Malk Göhren (402) 5. Malliß (1.072) 6. Neu Kaliß (1.955) 7. Vielank (1.262) |
| 4. Amt Eldenburg Lübz (12.157) |
| 1. Gallin-Kuppentin (467) 2. Gehlsbach (522) 3. Gischow ( x) 4. Granzin (390) 5. Kreien (375) 6. Kritzow (464) 7. Lübz, Stad * (6.204) 8. Marnitz ( x) 9. Passow (688) 10. Siggelkow (844) 11. Suckow ( x) 12. Tessenow ( x) 13. Werder (340) |
| 5. Amt Grabow (10.744) |
| 1. Balow (320) 2. Brunow (292) 3. Dambeck (284) 4. Eldena (1.136) 5. Gorlosen (451) 6. Grabow, Stad * (5.559) 7. Karstädt (603) 8. Kremmin (234) 9. Milow (359) 10. Möllenbeck (171) 11. Muchow (277) 12. Prislich (694) 13. Zierzow (364) |
| 6. Amt Goldberg-Mildenitz (6.482) |
| 1. Dobbertin (1.106) 2. Goldberg, Stad * (3.392) 3. Mestlin (755) 4. Neu Poserin (502) 5. Techentin (727) |
| 7. Amt Hagenow-Land (8.552) (* Bestuurszetel te Hagenow) |
| 1. Alt Zachun(369) 2. Bandenitz (483) 3. Belsch (227) 4. Bobzin (262) 5. Bresegard bei Picher (292) 6. Gammelin (477) 7. Groß Krams (170) 8. Hoort (576) 9. Hülseburg (161) 10. Kirch Jesar (637) 11. Kuhstorf (733) 12. Moraas (483) 13. Pätow-Steegen (405) 14. Picher (2.028) 15. Pritzier (400) 16. Redefin (535) 17. Setzin ( x) 18. Strohkirchen (321) 19. Toddin ( x) 20. Warlitz (455) |
| 8. Amt Ludwigslust-Land (8.386) (* Bestuurszetel te Ludwigslust) |
| 1. Alt Krenzlin (749) 2. Bresegard bei Eldena (199) 3. Göhlen (564) 1. met inbegrip van de vroeger zelfstandige gemeente: Leussow 4. Groß Laasch (957) 5. Lübesse (699) 6. Lüblow (565) 7. Rastow (1.946) 8. Sülstorf (827) 9. Uelitz (467) 10. Warlow (506) 11. Wöbbelin (907) |
| 9. Amt Neustadt-Glewe (7.939) |
| 1. Blievenstorf (432) 2. Brenz (510) 3. Neustadt-Glewe, Stad * (6.997) |
| 10. Amt Parchimer Umland (8.196) (Bestuurscentrum te Parchim) |
| 1. Domsühl (1.358) 2. Groß Godems (394) 3. Karrenzin (559) 4. Lewitzrand (1.357) 5. Obere Warnow (800) 6. Rom (792) 7. Spornitz (1.217) 8. Stolpe (345) 9. Ziegendorf (632) 10. Zölkow (742) |
| 11. Amt Plau am See (8.087) |
| 1. Barkhagen (613) 2. Ganzlin (1.419) 3. Plau am See, Stad * (6.055) |
| 12. Amt Sternberger Seenlandschaft (12.176) |
| 1. Blankenberg (382) 2. Borkow (426) 3. Brüel, Stad (2.587) 4. Dabel (1.371) 5. Hohen Pritz (357) 6. Kloster Tempzin (546) 7. Kobrow (409) 8. Kuhlen-Wendorf (803) 9. Mustin (346) 10. Sternberg, Stad * (4.120) 11. Weitendorf (377) 12. Witzin (452) |
| 13. Amt Stralendorf (11.751) |
| 1. Dümmer (1.523) 2. Holthusen (938) 3. Klein Rogahn (1.336) 4. Pampow (3.011) 5. Schossin (253) 6. Stralendorf * (1.357) 7. Warsow (676) 8. Wittenförden (2.511) 9. Zülow (146) |
| 14. Amt Wittenburg (9.209) |
| 1. Wittenburg, Stad * (6.303) 2. Wittendörp (2.906) |
| 15. Amt Zarrentin (10.277) |
| 1. Gallin (582) 2. Kogel (659) 3. Lüttow-Valluhn (911) 4. Vellahn (2.756) 5. Zarrentin am Schaalsee, Stad * (5.369) |

Ludwigslust-Parchim · Mecklenburgische Seenplatte · Nordwestmecklenburg · Rostock · Landkreis Rostock · Schwerin · Vorpommern-Greifswald · Vorpommern-Rügen